# ألان كول
ألان كول (بالإنجليزية: Allan Skill Cole)‏ (14 أكتوبر 1950 بكينغستون في جامايكا - ) هو لاعب كرة قدم جامايكي في مركز الهجوم. شارك مع منتخب جامايكا لكرة القدم. أما مع النوادي، فقد لعب مع أتلانتا تشيفز ونادي ناوتيكو.

## وصلات خارجية
- ألان كول على موقع ميوزك برينز (الإنجليزية)

- ألان كول على موقع الاتحاد الدولي (مؤرشف)  (الإنجليزية)
- ألان كول على موقع ناشيونال فوتبول تيمز (الإنجليزية)